# Shuichan Road

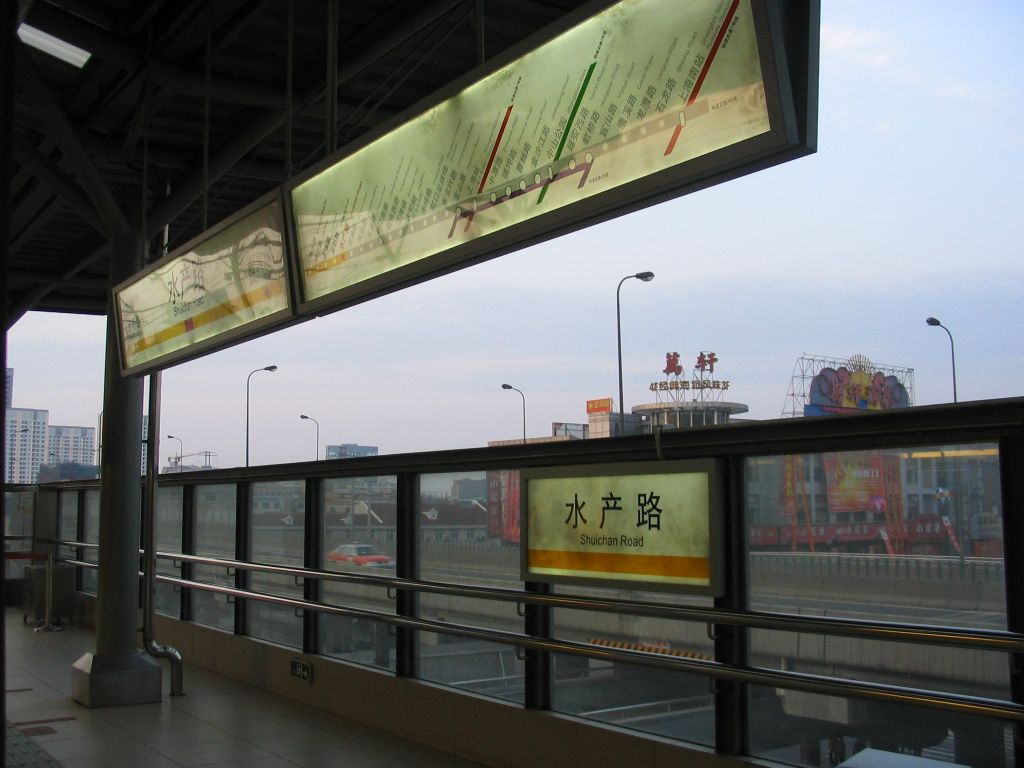
Perron metrostation Shuichan Lu

Shuichan Road (Vereenvoudigd Chinees: 水产路站, Traditioneel Chinees: 水產路站, pinyin: Shuǐchǎn Lù Zhàn) is een station van de metro van Shanghai gelegen in het noordelijk district Baoshan van Shanghai. Het station is onderdeel van lijn 3.
Het station ligt aan de kruising van de Shuichan Lu met de G1501 Ring expresweg rond Shanghai.
North Jiangyang Road · Tieli Road · Youyi Road · Baoyang Road · Shuichan Road · Songbin Road · Zhanghuabang · Songfa Road · South Changjiang Road · West Yingao Road · Jiangwan Town · Dabaishu · Chifeng Road · Hongkou Football Stadium · Dongbaoxing Road · Baoshan Road · Station Shanghai · Zhongtan Road · Zhenping Road · Caoyang Road · Jinshajiang Road · Zhongshan Park · West Yan'an Road · Hongqiao Road · Yishan Road · Caoxi Road · Longcao Road · Shilong Road · Station Shanghai-Zuid

Lijnen van de metro van Shanghai: 1 · 2 · 3 · 4 · 5 · 6 · 7 · 8 · 9 · 10 · 11 · 12 · 13 · 14 · 15 · 16 · 17 · 18 · Pujiang Line